# Dix Entraves
Les Dix Entraves (sanskrit : daśasamyojana, pali dasa-saṃyojana, chinois: shíchán 十缠) désignent dans le bouddhisme les dix sortes d'attaches ou de liens, qui sont les facteurs causatifs du karma, et retiennent ainsi les êtres sensibles dans la ronde permanente des renaissances, le saṃsāra. 
Puisque tout phénomène est impersonnel (anātman), il n'y a en dernier lieu « personne » qui soit retenu par ces entraves. La méconnaissance (avidyā) de la vérité (satya) ultime conduit à considérer les cinq agrégats (skandhas) comme un soi (ātman) permanent et à alimenter le karma. L'enseignement du Bouddha (le Noble sentier octuple) permet de se libérer de ces entraves qui ultimement ne sont que pure vacuité (śūnyatā). 

## Analyse
Les dix entraves peuvent être comprises comme une conséquence de l'ignorance (avidyā). 
Les cinq premières sont des « entraves inférieures » (orambhāgiya saṃyojana)  et les autres des « entraves supérieures » (uddhambhāgiya  saṃyojana). Les dix liens sont (termes en pali) :
1. La croyance à la personnalité (sakkāya-diṭṭhi) ;
2. Le doute (vicikicchā) ;
3. L'attachement aux rites et aux règles (sīlabbata-parāmāsa) ;
4. La soif du désir sensuel (kāma-rāga) ;
5. La malveillance (vyāpāda) ;
6. La soif d'existence matérielle-subtile, (rūpa-rāga) ;
7. La soif d'existence immatérielle, (arūpa-rāga) ;
8. L'orgueil (māna) ;
9. L'agitation (uddhacca) ;
10. L'ignorance, (avijjā).

## Quatre êtres nobles
Les quatre êtres nobles, par leur pratique du Noble sentier octuple, éliminent ces entraves : 
- Sotāpanna, celui qui est entré dans le courant (menant au nirvana) ;
Il a éliminé les trois premières entraves inférieures.
- Sakādāgamī, celui qui ne reviendra qu'une fois (dans le monde sensuel) ; 
Il a maîtrisé 4 et 5.
- Anāgāmī, celui qui ne reviendra plus (dans le monde sensoriel) ;
Il a éliminé les cinq entraves inférieures.
- Arahant
Il est complètement libéré des dix entraves.